# Wielki Komórsk (gromada)
Wielki Komórsk – dawna gromada, czyli najmniejsza jednostka podziału terytorialnego Polskiej Rzeczypospolitej Ludowej w latach 1954–1972.
Gromady, z gromadzkimi radami narodowymi (GRN) jako organami władzy najniższego stopnia na wsi, funkcjonowały od reformy reorganizującej administrację wiejską przeprowadzonej jesienią 1954 do momentu ich zniesienia z dniem 1 stycznia 1973, tym samym wypierając organizację gminną w latach 1954–1972.
Gromadę Wielki Komórsk z siedzibą GRN w Wielkim Komórsku (w obecnym brzmieniu Wielki Komorsk) utworzono – jako jedną z 8759 gromad na obszarze Polski – w powiecie świeckim w woj. bydgoskim, na mocy uchwały nr 24/12 WRN w Bydgoszczy z dnia 5 października 1954. W skład jednostki weszły obszary dotychczasowych gromad Wielki Komórsk, Komorsk i Mały Komorsk ze zniesionej gminy Warlubie w tymże powiecie. Dla gromady ustalono 23 członków gromadzkiej rady narodowej.
31 grudnia 1959 do gromady Wielki Komorsk włączono wsie Krusze i Osiek oraz miejscowość Bąkówko ze zniesionej gromady Bzowo w tymże powiecie.
Gromadę zniesiono 31 grudnia 1961, a jej obszar włączono do gromad Nowe (wieś Mały Komórsk) i Warlubie (wsie Wielki Komórsk, Komórsk, Krusza i Osiek) w tymże powiecie.